# Ponte Lusitânia
A Ponte Lusitânia é uma ponte em Mérida (Espanha).

## História
O Ponte fui construída em 1991 por um consórcio espanhol sobre o Rio Guadiana, o  arquiteto fui Santiago Calatrava. 
A antiga capital da Lusitânia era Emerita Augusta a actual Mérida, na Espanha. Por isso a ponte tem o nome Lusitânia.